# Dane Scarlett
Dane Pharrell Scarlett (Londres, Inglaterra, 24 de marzo de 2004) es un futbolista británico que juega en la posición de delantero para el Tottenham Hotspur F. C. de la Premier League de Inglaterra.

## Selección nacional
Es internacional con la selección de fútbol sub-16 de Inglaterra, con la que debutó el 18 de agosto de 2019 en un partido amistoso contra la selección de fútbol sub-16 de Dinamarca que finalizó con un resultado de 2-0 a favor de los ingleses tras un doblete de Scarlett para Inglaterra.

## Estadísticas

### Clubes
| Club                               | Div.          | Temporada     | Liga  | Liga     | Copas nacionales | Copas nacionales | Copas internacionales | Copas internacionales | Total | Total |
| Club                               | Div.          | Temporada     | Part. | Goles999 | Part.500         | Goles            | Part.                 | Goles                 | Part. | Goles |
| ---------------------------------- | ------------- | ------------- | ----- | -------- | ---------------- | ---------------- | --------------------- | --------------------- | ----- | ----- |
| Tottenham Hotspur F. C. Inglaterra | 1.ª           | 2020-21       | 1     | 0        | 0                | 0                | 2                     | 0                     | 3     | 0     |
| Tottenham Hotspur F. C. Inglaterra | 1.ª           | 2021-22       | 1     | 0        | 2                | 0                | 4                     | 0                     | 7     | 0     |
| Portsmouth F. C. Inglaterra        | 3.ª           | 2022-23       | 34    | 4        | 6                | 2                | ―                     | ―                     | 40    | 6     |
| Portsmouth F. C. Inglaterra        | Total club    | Total club    | 34    | 4        | 6                | 2                | 0                     | 0                     | 40    | 6     |
| Tottenham Hotspur F. C. Inglaterra | 1.ª           | 2023-24       | 4     | 0        | 3                | 0                | ―                     | ―                     | 7     | 0     |
| Ipswich Town F. C. Inglaterra      | 2.ª           | 2023-24       | 12    | 0        | ―                | ―                | ―                     | ―                     | 12    | 0     |
| Ipswich Town F. C. Inglaterra      | Total club    | Total club    | 12    | 0        | 0                | 0                | 0                     | 0                     | 12    | 0     |
| Oxford United F. C. Inglaterra     | 2.ª           | 2024-25       | 20    | 4        | 2                | 0                | ―                     | ―                     | 22    | 4     |
| Oxford United F. C. Inglaterra     | Total club    | Total club    | 20    | 50       | 2                | 0                | 0                     | 0                     | 22    | 4     |
| Tottenham Hotspur F. C. Inglaterra | 1.ª           | 2024-25       | 3     | 0        | ―                | ―                | 2                     | 1                     | 5     | 1     |
| Tottenham Hotspur F. C. Inglaterra | Total club    | Total club    | 9     | 0        | 5                | 0                | 8                     | 1                     | 22    | 1     |
| Total carrera                      | Total carrera | Total carrera | 750   | 580      | 200              | 210              | 8                     | 1                     | 96    | 11    |

## Palmarés

### Títulos internacionales
| Título                 | Club                    | Sede   | Año  |
| ---------------------- | ----------------------- | ------ | ---- |
| Liga Europa de la UEFA | Tottenham Hotspur F. C. | Bilbao | 2025 |